# 조 로일
조지프 "조" 로일(Joseph "Joe" Royle, 1949년 4월 8일 ~ )은 잉글랜드 출신의 전직 축구 선수이자 축구 감독이다. 선수 시절 16세에 에버턴 FC에서 데뷔한 이후 1974년까지 몸담으면서 275경기 출장 119골을 기록, 팀의 풋볼 리그 1부, FA 커뮤니티 실드 우승에 일조하였다. 선수 생활 은퇴 이후 축구 감독이 된 로일은 올덤 애슬레틱 AFC에서 오랜 기간 감독직을 수행하면서 팀의 풋볼 리그 2부 우승을 이끌어 내는 등의 활약을 보이다가 1994년 그의 친정팀 에버튼으로 복귀, 1995년 FA컵 우승과 FA 커뮤니티 실드 우승을 일궈내었다. 로일이 일구어낸 1995년의 FA컵 우승은 현재까지 에버턴의 마지막 메이저 대회 우승으로 기록되고 있으며, 에버턴은 팀을 위한 그의 헌신을 기려 2004년 에버턴 선수를 위한 명예의 전당인 '에버턴 자이언츠'에 헌액하였다.

## 우승 경력

### 선수
에버턴 FC
- 1969–70 풋볼 리그 1부
- 1970–71 FA 커뮤니티 실드

### 감독
에버턴 FC
- 1994–95 FA컵
- 1995–96 FA 커뮤니티 실드